# Verberantní souhláska
Verberanta (česky švih, anglicky flap nebo tap – mezi těmito pojmy je drobný rozdíl, který ale někteří vědci pomíjí) je typ souhlásky, která vzniká prudkým pohybem a krátkým dotekem artikulačních orgánů.
Od plosivy se liší jednak délkou trvání (verberanty bývají výrazně kratší) a jednak tím, že se za artikulačními orgány nenahromadí vzduch, a proto se v souhlásce neprojevuje ploze.
Podobné jsou rovněž vibrantám, u niž artikulační orgány vibrují následkem proudu vzduchu. U vibrant může dojít k jedinému i mnoha dotekům artikulačních orgánů, avšak u verberant je možný pouze jeden.
Pomocí mezinárodní fonetické abecedy (IPA) je možno zapsat tři druhy verberant, alveolární (ɾ), retroflexní (ɽ) a labiodentální (ѵ), někdy se ještě rozlišuje alveolární centrální (ɾ) a alveolární laterální (ɺ).